# Famnstake

Famnstake.

Famnstake är ett mätinstrument. Den ser ut som en triangel eller ett stort (A) som är öppen nedtill och är 1 famn = 3 alnar = 6 fot = 178 cm mellan de nedre spetsarna. Genom att vrida famnstaken runt spetsarna längs en linje kunde man mäta avstånd i skog och mark. 
 Det förekommer fortfarande att den används, men är vanligen två meter mellan spetsarna.